# ويليام س. هاين
ويليام س. هاين هو كاتب سير كندي، ولد في 21 نوفمبر 1919 في سانت جون في كندا، وتوفي في 1991.